# Pražský literární dům autorů německého jazyka
Pražský literární dům autorů německého jazyka (PLD) je nadační fond, který usiluje o přiblížení a zachování tradice německy psané literatury z Čech, Moravy a Slezska. Připomíná nejen takzvanou pražskou německou literaturu (z období let 1890–1939/45), ale poukazuje i na současnou tvorbu německy píšících literátů pocházejících z území dnešní ČR.

## Historie

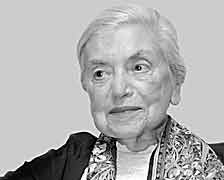
Spisovatelka Lenka Reinerová

U zrodu Pražského literárního domu stála poslední pražská německy píšící spisovatelka Lenka Reinerová, která chtěla pro příští generace uchovat odkaz spisovatelů „pražského kruhu“, v němž se scházeli Franz Kafka, Max Brod, Egon Erwin Kisch a další velcí pražští rodáci, převážně židovského původu. Její vizí bylo muzeum pražské německy psané literatury, které by připomínalo Prahu jako literární křižovatku evropských kultur. Z politických důvodů se jí však v socialistickém Československu tuto představu, jejíž kořeny sahají až do šedesátých let dvacátého století, zprvu nepodařilo uskutečnit.
Pražský literární dům autorů německého jazyka byl založen až roku 2004 jako nadační fond z podnětu spisovatelky a čestné občanky Prahy Lenky Reinerové, někdejšího velvyslance České republiky v Berlíně Františka Černého a předsedy Společnosti Franze Kafky prof. Kurta Krolopa. Od roku 2008 sídlí v Praze na adrese Ječná 11, Praha 2.

## Činnost a cíle
Cílem Pražského literárního domu je oživovat kulturní dědictví německy psané literatury na českém území a prezentovat Prahu jako tradiční místo setkávání a prolínání české, německé a židovské kultury. Shromažďuje a rozšiřuje poznatky o životě a díle německy píšících autorů různých oblastí dnešní ČR se zvláštním zřetelem na tzv. "pražský kruh". Připomíná nejen pražskou německou literaturu z pera R. M. Rilka, F. Werfela, E. E. Kische, P. Leppina, G. Meyrinka, ale i tvorbu dalších, méně známých osobností. Podporuje poznávání a studium historie německojazyčné menšiny na území dnešní ČR.
Soudobým spisovatelům a překladatelům z Česka i ze zahraničí uděluje Pražský literární dům mezinárodní tvůrčí pobytová stipendia a zajišťuje pravidelné výměnné pobyty.

Pražský literární dům v současné době vlastní knižní fond čítající přes 2 500 svazků primární a sekundární německy psané literatury z Čech a Moravy, který byl v září 2007 registrován u MKČR jako základní knihovna se speciálním fondem. Obsahově se jedná o díla německých autorů z českých zemí, sekundární literaturu a o historické svazky s vazbou na česko-německé vztahy. Jde o unikátní, neustále se rozšiřující sbírku, jejíž základ tvoří velkorysý dar paní Katheriny Holzheuer. Od roku 2009 Pražský literární dům spravuje soukromou knihovnu Lenky Reinerové.

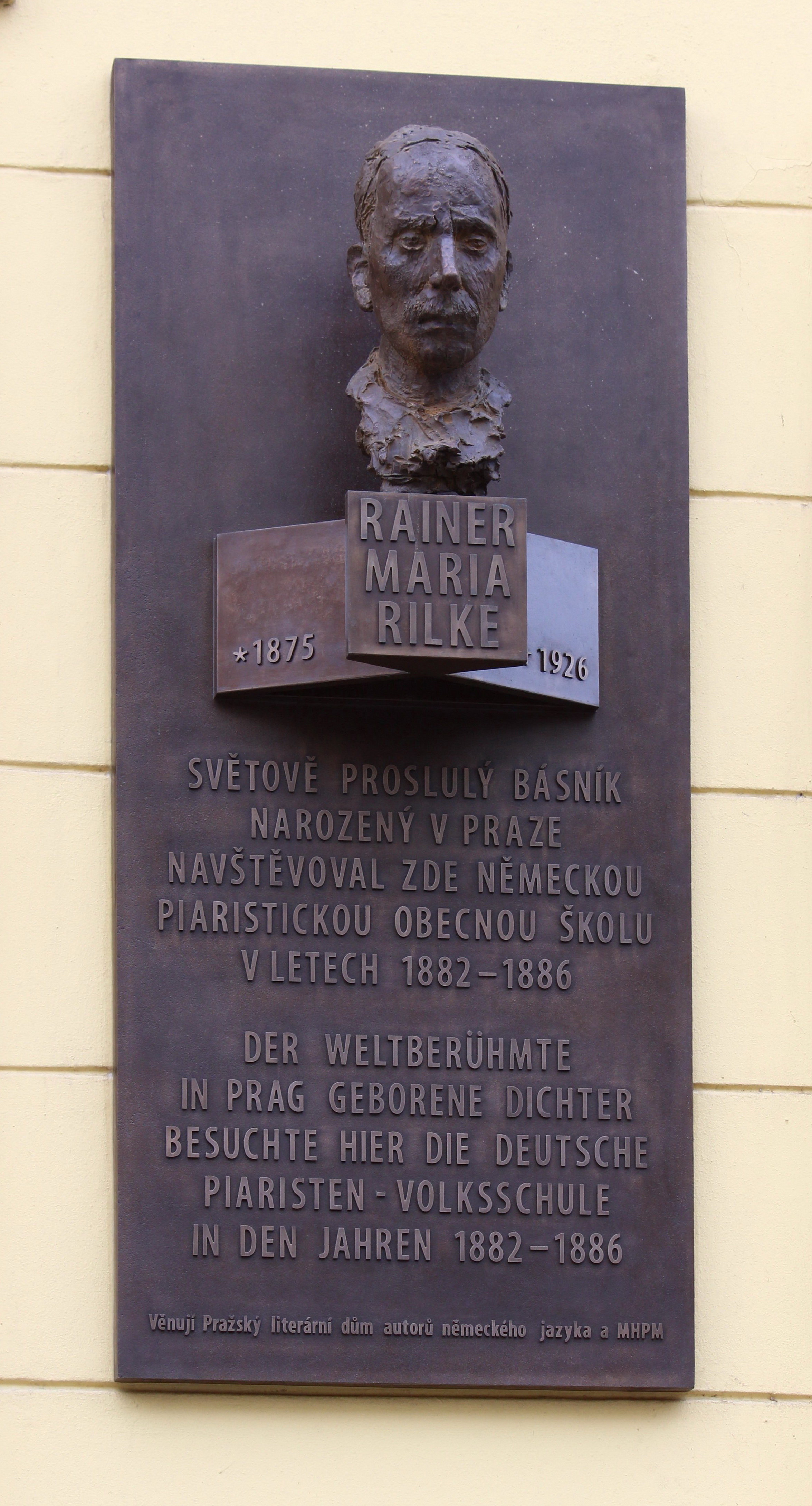
Pamětní deska R. M. Rilka od ak. sochařky Vlasty Prachatické

Literární dům pravidelně organizuje autorská čtení, besedy se spisovateli, workshopy, odborné přednášky, prezentace nově vydávaných knih, či vzpomínkové literární a diskusní večery, ale také konference, sympozia a výstavy. Tyto literární akce umožňují oslovit širokou veřejnost. Zaměřují se na všechny věkové skupiny, zvláštní pozornost je věnována také dětem a mládeži – literární dům pořádá dílny tvůrčího psaní se spisovateli, recitační soutěže v němčině, soutěž v tvůrčím psaní apod. Pražský literární dům nabízí též literární programy pro školy a skupiny.
Od roku 2011 Pražský literární dům každoročně pořádá mezinárodní open air literární festival "Literatura v parku", který se tradičně koná vždy třetí zářijovou neděli. Na festivalu vystupují a ze svých knih předčítají jak čeští, tak i němečtí, rakouští či švýcarští autoři a v programu je zastoupena próza, poezie i literatura pro děti. V roce 2023 se uskutečnil již třináctý ročník.
V roce 2008 inicioval Pražský literární dům autorů německého jazyka projekt Kulturní krajina, jehož cílem bylo vytvořit interaktivní mapu kulturních institucí, jež působí v ČR i v zahraničí a zabývají se péčí o německé kulturní dědictví z českého území. Tato platforma usnadňuje přístup k informacím a otevírá cestu pro další spolupráci. Je dostupná na webových stránkách literárního domu.
V září 2012 byla v Pražském literárním domě autorů německého jazyka díky finanční podpoře ministerstva zahraničí SRN slavnostně otevřena interaktivní expozice Kabinet pražské německé literatury, která odkrývá souvislosti jednoho z nejvýznamnějších souborů literárních děl v německém jazyce, který vznikal mimo ucelenou německou jazykovou oblast, zejména mezi lety 1890–1939. Pod heslem "Literatura do ruky" se mohou návštěvníci seznámit se starými fotografiemi, vzácnými tisky a předměty, jichž se dotýkali sami autoři.
Díky PLD bylo odhaleno několik pamětních desek významných osobností. V roce 2009 organizoval PLD a nakladatelství Labyrint odhalení pamětní desky in memoriam Lenky Reinerové na domě v ulici Plzeňská 129 v Praze 5, kde bydlela v posledních deseti letech svého života. Deska byla odhalena za účasti představitelů městské části Praha 5 dne 27. června 2009.
Dne 7.12. 2011 byla za spolupráce PLD, Společnosti Mariny Cvětajevové a podpory Magistrátu hlavního města Prahy odhalena pamětní deska a busta velkého pražského rodáka Rainera Marii Rilka na domě někdejší německé školy v ulici Na Příkopě 16, kterou autor navštěvoval.
PLD se také zasloužil o pamětní desku německého židovského básníka Louise Fürnberga, která byla ministrem kultury Danielem Hermanem odhalena dne 26.5.2015 na domě č. 94 v ulici Milady Horákové v Praze 7. Slavnostnímu aktu byli kromě členů básníkovy rodiny přítomni příslušníci diplomatické veřejnosti.

## Stipendijní program
Od roku 2007 udělil Pražský literární dům tvůrčí pobytová stipendia těmto autorkám a autorům:

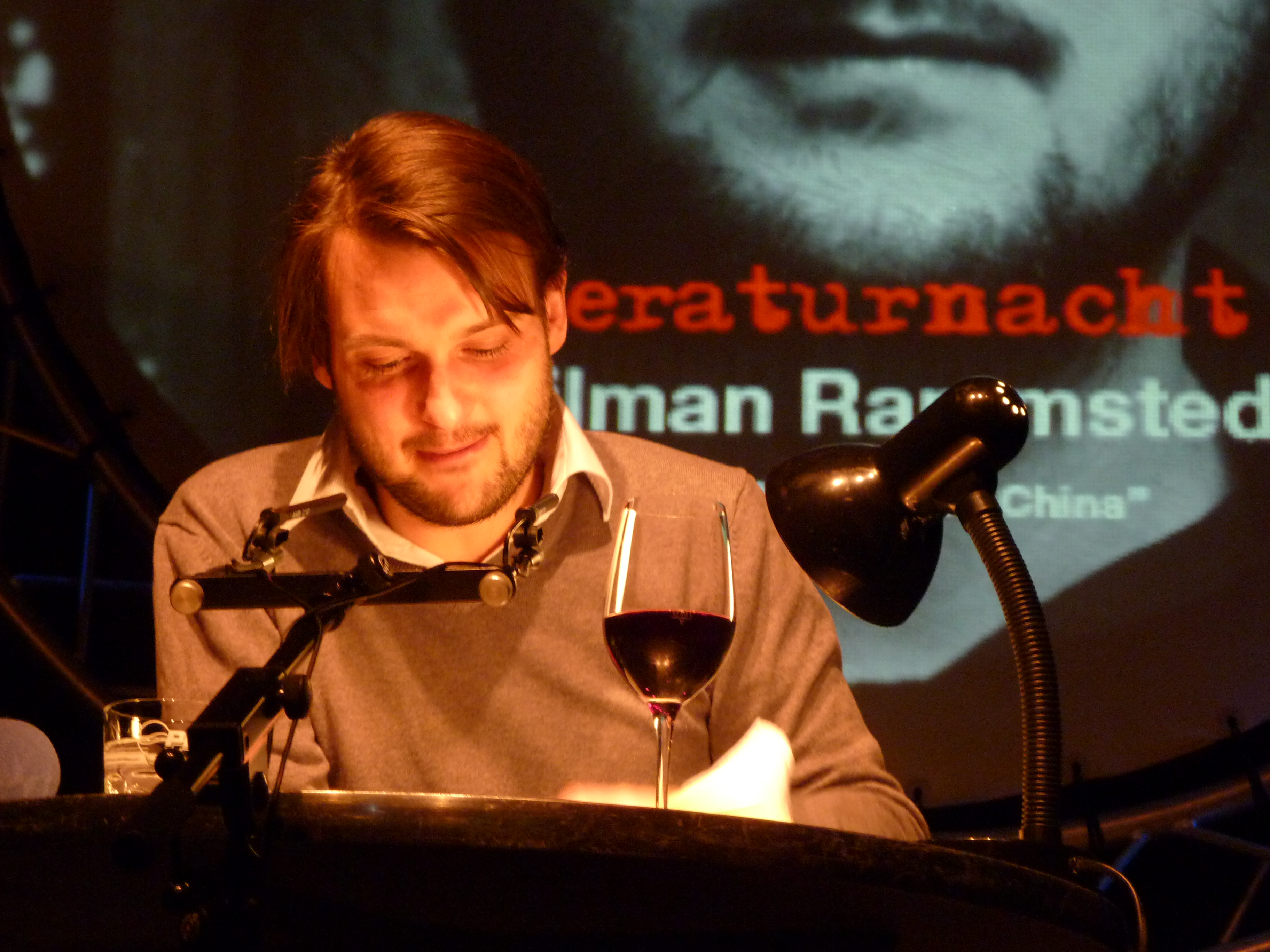
Tilman Rammstedt

- Tilman RammstedtRadka Denemarková (11/2007, měsíční pobyt ve Wiesbadenu)
- Peter Härtling (01–02/2008, měsíční pobyt v Praze)
- Tereza Boučková (09/2008, měsíční pobyt ve Wiesbadenu)
- Petr Čichoň (10/2008, měsíční pobyt ve Wiesbadenu)
- Michael Schneider (11/2008, měsíční pobyt v Praze)
- Luděk Navara (08/2009, měsíční pobyt ve Wiesbadenu)

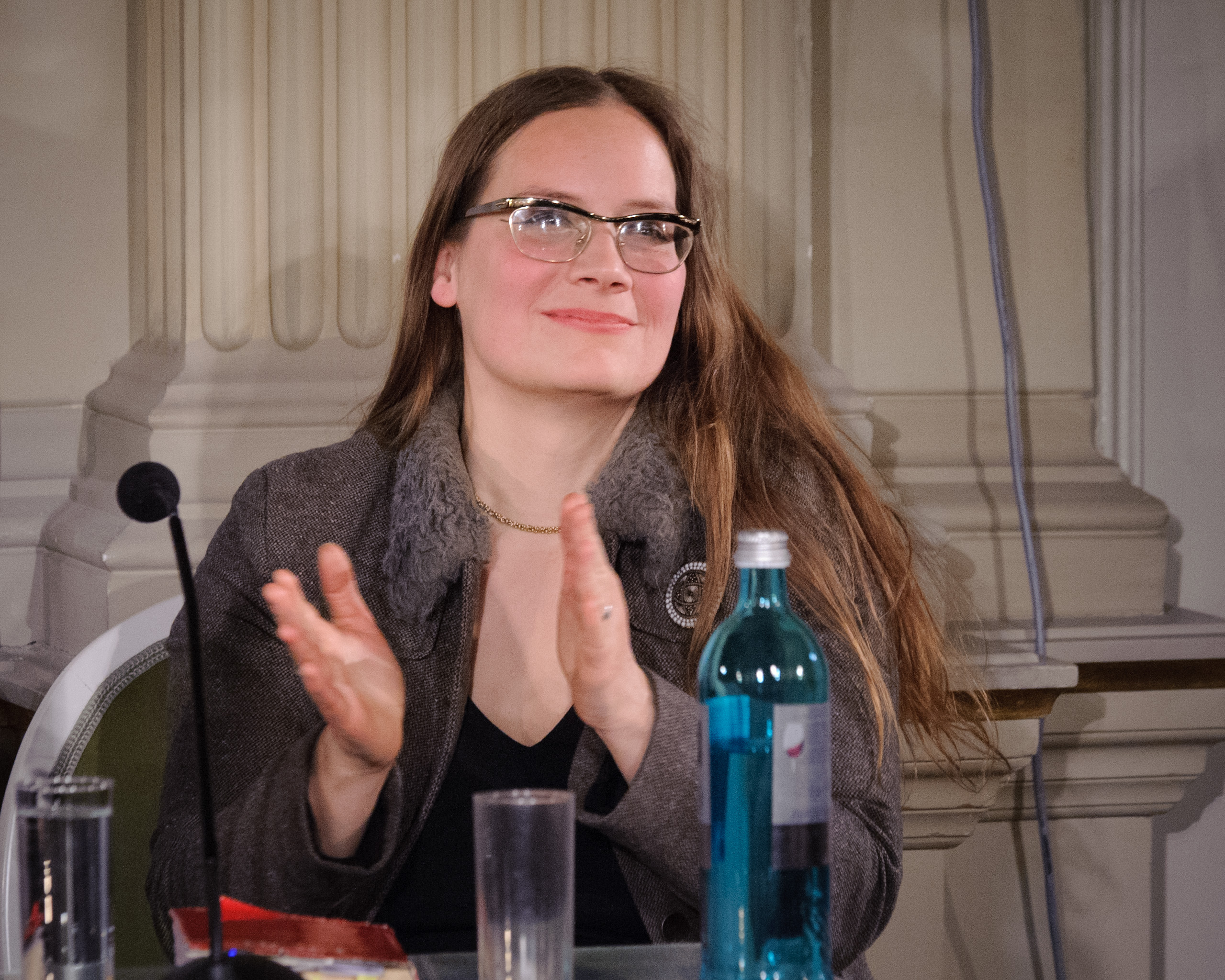
Tanja Dückers

- Tanja DückersTilman Rammstedt (08–09/2009, dvouměsíční pobyt v Praze)
- Radek Fridrich (10/2009, měsíční pobyt ve Wiesbadenu)
- Andreas Martin Widmann (11/2009, měsíční pobyt v Praze)

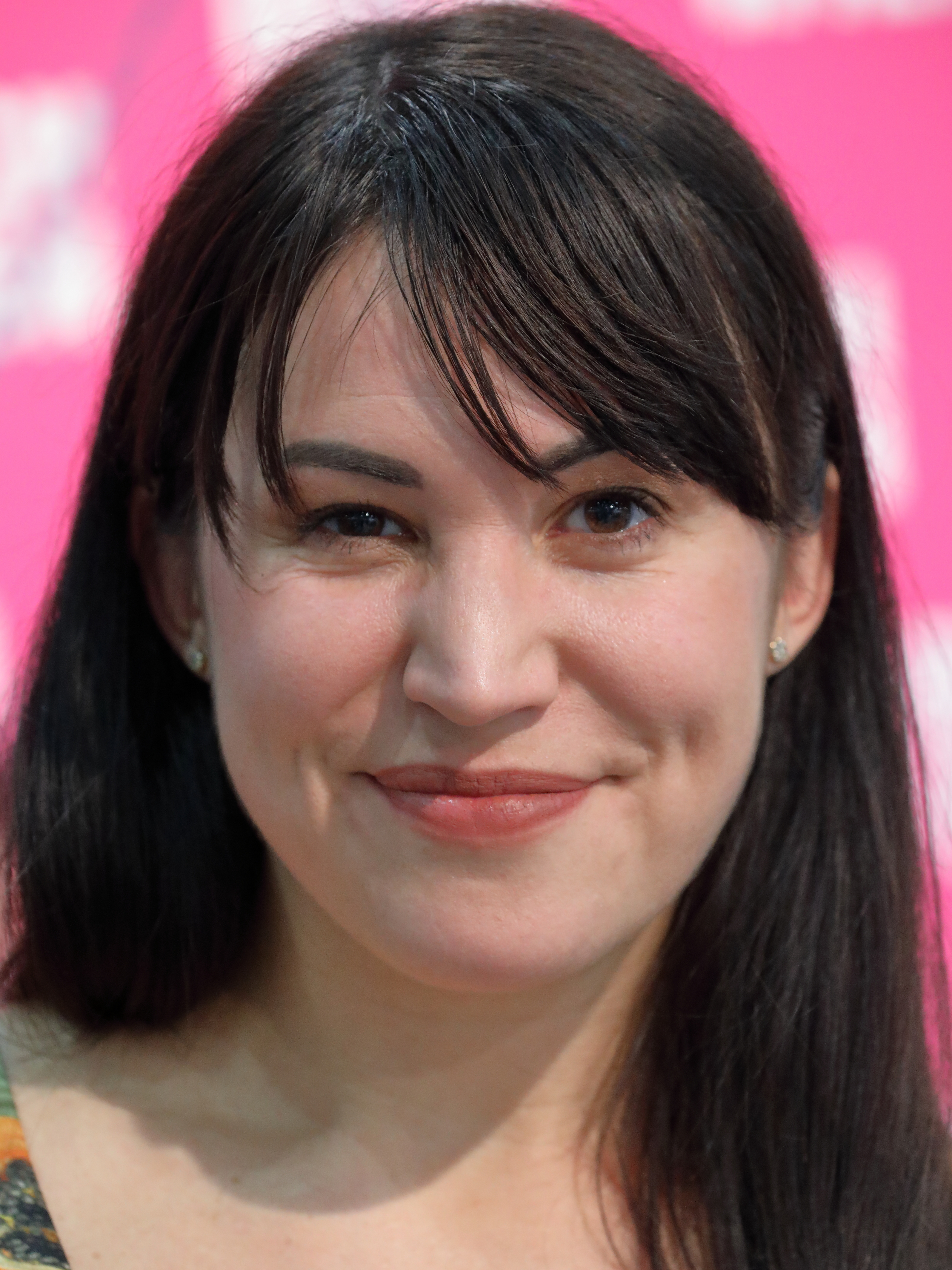
Vea Kaiser

- Vea KaiserLars Reyer (05–06/2010, dvouměsíční pobyt v Praze)
- Josef Moník (06/2010, měsíční pobyt v Hamburku)
- Martin Becker (08/2010, měsíční pobyt v Praze)
- Jaromír Typlt (10/2010, měsíční pobyt ve Wiesbadenu)
- Stefan Beuse (10/2010, měsíční pobyt v Praze)
- Tereza Šimůnková (10–11/2010, měsíční pobyt v Brémách)
- Tobias Rausch (11/2010, měsíční pobyt v Praze)
- Susanne Berkenheger (11/2010, měsíční pobyt v Praze)
- Rolf Lappert (05/2011, týdenní pobyt v Praze)
- Sarah Rehm (05–06/2011, dvouměsíční pobyt v Praze)
- Robert Prosser (07/2011, měsíční pobyt v Praze)
- Pavel Brycz (07/2011, měsíční pobyt ve Wiesbadenu)
- Alena Zemančíková (09/2014, měsíční pobyt v Hamburku)
- Mareike Krügel (10/2011, měsíční pobyt v Praze)
- Christiane Neudecker (11/2011, měsíční pobyt v Praze)
- Friederike Kenneweg (11/2011, měsíční pobyt v Praze)
- Peter Kurzeck (01/2012, dvouměsíční pobyt v Praze)
- Ilona Stumpe Speer (05, 06/2012, dvouměsíční pobyt v Praze)
- Eva Hauserová (05/2012, měsíční pobyt v Bremerhavenu)
- Vea Kaiser (07/2012, měsíční pobyt v Praze)
- Tanja Dückers (09/2012, měsíční pobyt v Praze)
- Markéta Pilátová (09/2012, měsíční pobyt v Kremži)
- Bianca Bellová (09/2012, měsíční pobyt v Hamburku)
- Radek Malý (09/2012, měsíční pobyt v Brémách)
- Oksana Zabuzhko (10/2012, měsíční pobyt v Praze)
- Igor Malijevský (10/2012, měsíční pobyt ve Wiesbadenu)
- Katharina Hartwell (11/2012, měsíční pobyt v Praze)
- Volker Harry Altwasser (11/2012, měsíční pobyt v Praze)
- Andreas Stichmann (12/2012, měsíční pobyt v Praze)
- Kurt Drawert (02/2013, měsíční pobyt v Praze)
- Janna Steenfatt (05, 06/2013, dvouměsíční pobyt v Praze)
- Isabella Feimer (07/2013, měsíční pobyt v Praze)
- Věra Nosková (10/2013, měsíční pobyt ve Wiesbadenu)
- Christian Schulteisz (11–12/2013, dvouměsíční pobyt v Praze)
- Ekaterina Kevanishvili (04/2014, měsíční pobyt v Praze)
- Ivan Binar (05–06/2014, šestitýdenní v Brémách)
- Jörg Bernig (05–06/2014, dvouměsíční pobyt v Praze)
- Tereza Präauer (07/2014, měsíční pobyt v Praze)
- David Zábranský (10/2014, měsíční pobyt ve Wiesbadenu)
- Akos Doma (08, 09/2014, dvouměsíční pobyt v Praze)
- Roza Domascyna (10, 11/2014, dvouměsíční pobyt v Praze)
- Jutta Schubert (11/2014, měsíční pobyt v Praze)
- Rimantas Kmita (03/2015, měsíční pobyt v Praze)
- Peter Pragal (04/2015, měsíční pobyt v Praze)
- Jörg Jacob (05, 06/2015, dvouměsíční pobyt v Praze)
- Jaroslav Rudiš (05, 06/2015, dvouměsíční pobyt v Brémách)
- Verena Mermer (07/2015, měsíční pobyt v Praze)
- Jaroslav Paclík, novinář (09/2015, dvoutýdenní pobyt v Brémách)
- Rena Dumont (09, 10/2015, dvouměsíční pobyt v Praze)
- Jakuba Katalpa (10/2015, měsíční pobyt ve Wiesbadenu)
- Dirk Hülstrunk (11/2015, měsíční pobyt v Praze)
- Radka Denemarková (11/2015, měsíční pobyt v Kremži)
- Claudia Bollmannm, novinářka (12/2015, dvoutýdenní pobyt v Praze)
- Christian Hussel (05, 06/2016, dvouměsíční pobyt v Praze)
- Constantin Göttfert (07, 08/2016, měsíční pobyt v Praze)
- Irena Dousková (07/2016, měsíční pobyt v Bremerhavenu)
- Monika Zettlová (09/2016, měsíční pobyt v Brémách)

- Petr Borkovec (09/2016, měsíční pobyt v Křemži)
- Marie Iljašenko (10/2016, měsíční pobyt ve Wiesbadenu)
- Henning Bleyl (10/2016, měsíční pobyt v Praze)
- Gert Losschütz (11/2016, měsíční pobyt v Praze)
- Marek Šindelka (05/2017, měsíční pobyt ve Wiesbadenu)
- Roman Israel (06/2017, měsíční pobyt v Praze)
- Lydia Steinbacher (07/2017, měsíční pobyt v Praze)
- Inge Buck (09/2017, měsíční pobyt v Praze)
- Iva Pekárková (09/2017, měsíční pobyt v Křemži)
- Martyna Radłowska-Obrusník (09/2017, měsíční pobyt v Drážďanech)
- Iris Milde (10/2017, měsíční pobyt v Praze)
- Radek Friedrich (11/2017, měsíční pobyt v Bremerhavenu)

- Andreas Maier (12/2017, měsíční pobyt v Praze)
- Luise Boege (05, 06/2018, dvouměsíční pobyt v Praze)
- Simone Hirth (07/2018, měsíční pobyt v Praze)
- Juliana Kálnay (09/2018, měsíční pobyt v Praze)
- Lennardt Loß (11/2018, měsíční pobyt v Praze)
- Pavel Göbl (11/2018, měsíční pobyt v Bremerhavenu)
- Peter Becher (04/2019, měsíční pobyt v Praze)
- Jonathan Böhm (05, 06/2019, dvouměsíční pobyt v Praze)
- Marius Hulpe (09/2019, měsíční pobyt v Praze)
- Christina Kettering (11, 12/2019, dvouměsíční pobyt v Praze)
- Margit Mössmer (07, 08/2020, dvouměsíční pobyt v Praze)
- Martin Piekar (06, 07/2021, dvouměsíční pobyt v Praze)
- Frederik Müller (09, 10/2021, dvouměsíční pobyt v Praze)
- Schirin Nowrousian (09/2021, měsíční pobyt v Praze)
- Alena Ježková (10/2021, měsíční pobyt v Praze)
- Petr Borkovec (10/2021, měsíční pobyt v Kasselu)
- Ivan Fíla (11/2021, měsíční pobyt v Kasselu)
- Alžběta Stančáková (12/2021, měsíční pobyt v Norimberku)
- Kristina Pfister (03/2022, měsíční pobyt v Praze)
- Ines Berwing (04/2022, měsíční pobyt v Praze)
- Michael G. Fritz (06/2022, měsíční pobyt v Praze)
- Petra Häfner (10/2022, měsíční pobyt v Praze)
- Josef Straka (11/2022, měsíční pobyt v Norimberku)
- Katharina Angus (11, 12/2022, měsíční pobyt v Praze)
- Dora Čechova (11, 12/2022, dvouměsíční pobyt ve Wiesbadenu)
- Martina Lisa (05, 06/2023, dvouměsíční pobyt v Praze)
- Robert Krupar (10/2023, měsíční pobyt v Praze)
- Jaromír Typlt (11/2023, měsíční pobyt v Norimberku)
- Nassir Djafari (11, 12/2023, měsíční pobyt v Praze)
- Petr Šesták (11, 12/2023, dvouměsíční pobyt ve Wiesbadenu)
- Martin Sichinger (03, 04/2024, dvouměsíční pobyt v Berlíně)

## Organizační struktura
Nadační fond PLD má dva orgány – správní radu a dozorčí radu.
Členové správní rady:
- František Černý [1931 - 2024] (předseda) – velvyslanec v.v.
- Markéta Mališová (místopředsedkyně) – bývalá ředitelka Společnosti Franze Kafky
- Viera Glosíková – germanistka (PedF UK)
- Ernst Kurt Krolop [1930 - 2016] – germanista
- Dr. phil. Barbora Šrámková – dlouholetá programová vedoucí PLD
- Jana Šebková – generální konzulka v.v.
- Milan Tvrdík – germanista
- Joachim Bruss [1945 - 2023] – bohemista, slavista a překladatel

Členové dozorčí rady:
- Eva Giese (předsedkyně)
- Tomáš Homola
- Tomáš Jelínek

Ředitel Pražského literárního domu – David Stecher
Programová vedoucí – Klára Pelíšková